# Naturtilstand
 Denne artikel bør gennemlæses af en person med fagkendskab for at sikre den faglige korrekthed.

Begrebet naturtilstand blev introduceret i 1600-tallet af filosoffen Thomas Hobbes i værkerne Leviathan og De Cive. Det er et begreb i politisk filosofi brugt i kontraktteorierne.

## Naturtilstanden
Hobbes kalder den tilstand, hvor der ikke eksisterer nogen statsmagt, for naturtilstanden. Denne tilstand kan kaldes alles krig mod alle, hvor der ikke findes nogen vinder. I kraft af at der ikke findes nogen statsmagt, har mennesket i naturtilstanden ret til at gøre alt for at opholde livet. Dette kalder han selvopholdelsesdriften.
Hobbes postulerer, at der i denne naturtilstand ikke findes retfærdighed og uretfærdighed, da disse begreber kun kan eksistere, hvis der findes en stat. Hvis der ikke findes en stat, findes der ikke nogen love, og derfor er det ikke muligt at definere ret og uret. En handling er retfærdig, hvis den ikke bryder loven, mens en uretfærdig handling ikke sker i overensstemmelse med loven.
Ifølge Hobbes kan mennesket gennemgå overgangen fra naturtilstanden til en stat ved at afgive sin magt til en suveræn (magthaver).